# Ferdinand Bardamu
Ferdinand Bardamu est un personnage imaginé par Louis-Ferdinand Céline, héros de ses deux premières œuvres, la pièce de théâtre L'Église (rédigée en 1926) et le roman Voyage au bout de la nuit (publié en 1932). Dans les livres suivants, le narrateur s'appelle tout simplement Ferdinand.
Bardamu, dont le nom signifie littéralement « qui se meut avec son barda, son fardeau »[réf. souhaitée] est le double littéraire de Céline, dont il reprend un des prénoms.
Le personnage a été si fortement associé à l'auteur que les critiques utilisaient régulièrement le nom « Bardamu » pour désigner Céline même.
En 1933, Louis-Ferdinand Céline sous le pseudonyme de « Ferdinand Bardamu » donne ses Points de vue d'un solitaire dans La Revue anarchiste. En octobre, y paraît sous le pseudonyme simplifié de « Bardamu » son réquisitoire sur l'Infortunée Violette Nozière.
Bardamu est cité dans la chanson Errer humanum est d'Hubert-Félix Thiéfaine : « Gauguin sans toile et sans pinceau / Revisité en Bardamu ».
Dans le calendrier pataphysique, la Saint Bardamu est le cinquième jour du mois d'Absolu.